# この人○○ショー
『この人○○ショー』（このひと○○ショー）は、1982年4月8日から1986年3月13日までNHK総合テレビで放送された音楽番組である。「○○」には、放送で取り上げる人の名が入る。

## 概要
タイトルロゴデザインはイラストレーターの山藤章二が担当｡また､毎回オープニングとエンディングには山藤が週刊朝日誌上で主宰している「似顔絵塾」の塾生が書いたメインゲストの似顔絵を紹介していた。主にNHKホールを中心とした公会堂での公開収録を基本としていた。
放送終了後に死去した歌手がメインの回の映像は、故人の生前の姿をとらえた貴重な映像になっており、『NHKアーカイブス』などで使用される場合がある。

## テーマ音楽
- 作曲：広瀬健次郎
- 演奏：新室内楽協会、東京放送管弦楽団
- コーラス：EVE

## 放送リスト
すべての映像テープが現存。

### 1982年
| 放送日   | サブタイトル                         | 司会       | ゲスト                                                                 |
| -------- | ------------------------------------ | ---------- | ---------------------------------------------------------------------- |
| 4月8日   | この人松本清張ショー                 | 黒柳徹子   | 村田英雄・都はるみ・島田陽子                                           |
| 4月15日  | この人西田敏行ショー                 | 西田敏行   | 西田梨沙・西田沙耶歌・西田寿子・松鶴家千代若・千代菊・東恵美子・湯浅実 |
| 4月22日  | この人島田正吾・辰巳柳太郎ショー     | 水谷良重   | 田谷力三・若山富三郎・緒形拳                                           |
| 5月6日   | この人川上哲治ショー                 | 坂本九     | 川上拡子（川上の妻）・鶴岡一人・西村晃・鈴木健二                       |
| 5月13日  | この人正司歌江ショー                 | 愛川欽也   | 野川由美子                                                             |
| 5月20日  | この人浜口庫之助ショー               | 平尾昌晃   | 八代亜紀、渚まゆみ（浜口の妻）、鈴木邦彦                               |
| 6月10日  | この人三波春夫・村田英雄ショー       | 山川静夫   |                                                                        |
| 6月17日  | この人佐久間良子ショー               | 西川きよし | 吾妻徳穂・山口洋子・小松政夫・山本譲二・ボニー・ジャックス・西田敏行   |
| 7月1日   | この人金原亭馬生ショー               | 月の家圓鏡 | 古今亭志ん朝・池波志乃・宮崎美子・金原亭伯楽・金原亭駒平・春日とよ稲   |
| 7月8日   | この人長門裕之・南田洋子ショー       | 愛川欽也   | 郷ひろみ                                                               |
| 7月15日  | この人藤山一郎ショー                 | 中村メイコ | 岡本太郎・島倉千代子                                                   |
| 7月22日  | この人小沢昭一ショー                 |            | 加藤武・渡辺美佐子・倍賞美津子・中井貴恵                               |
| 8月5日   | この人大山康晴ショー                 |            | 二上達也・林家木久蔵・三沢あけみ                                       |
| 8月19日  | この人星野哲郎ショー                 | 加賀美幸子 | 船村徹・小林旭・水前寺清子・石川さゆり                                 |
| 9月2日   | この人森光子ショー                   |            | 北島三郎・小鹿番・奈良岡朋子・小野田勇                                 |
| 9月9日   | この人片岡千恵蔵・市川右太衛門ショー | 山城新伍   | 田村高広・長谷川裕見子・桜町弘子・チャンバラトリオ                     |
| 9月16日  | この人吉田正ショー                   |            | 吉永小百合・フランク永井・松尾和子・橋幸夫・秋山庄太郎                 |
| 10月14日 | この人上原謙ショー                   | 関口宏     | 村田知栄子・正司歌江・加山雄三                                         |
| 10月21日 | この人辻嘉一ショー                   | 加賀美幸子 | 長門勇・和泉雅子・幸田文                                               |
| 11月4日  | この人仲代達矢ショー                 |            | 宮崎恭子・山本圭・神崎愛・隆大介・役所広司                             |
| 11月25日 | この人島倉千代子ショー               | 愛川欽也   | 曽我廼家五郎八・若林豪                                                 |
| 12月2日  | この人横山やすし・西川きよしショー   |            | 君原健二・林家木久蔵・西川ヘレン（きよしの妻）・藤本義一（VTR出演）    |
| 12月9日  | この人ディック・ミネショー           | 山川静夫   | バッキー白片・南里雄一郎・森進一                                       |
| 12月16日 | この人川口松太郎ショー               | 水谷良重   | 尾上辰之助・八代亜紀・野添ひとみ                                       |

### 1983年
| 放送日   | サブタイトル                   | 司会       | ゲスト                                                                                |
| -------- | ------------------------------ | ---------- | ------------------------------------------------------------------------------------- |
| 1月6日   | この人山本富士子ショー         | 関口宏     | 山本丈晴・林与一・デューク・エイセス・松浦竹夫・金恵子                                |
| 1月13日  | この人春日野清隆ショー         | 吉川精一   | 二子山勝治・田子ノ浦忠雄・二葉あき子・北出清五郎・小岩小年相撲のみなさん              |
| 1月20日  | この人勝新太郎・中村玉緒ショー | 加賀美幸子 | 太地喜和子・藤村志保・原田美枝子                                                      |
| 2月3日   | この人田端義夫ショー           | 水前寺清子 | 近江俊郎・月丘夢路                                                                    |
| 2月17日  | この人ミヤコ蝶々ショー         |            | 芦屋雁之助・内山田洋とクールファイブ                                                  |
| 3月3日   | この人古関裕而ショー           |            | 立川清登・北島三郎・森昌子・早稲田大学応援部・早稲田大学グリークラブ                  |
| 3月10日  | この人稲尾和久ショー           | 坂本九     | 星野仙一・都はるみ・稲尾多香子                                                        |
| 3月17日  | この人根上淳・ペギー葉山ショー | 西川きよし | 淀川長治・秋満義孝とオールスターズ                                                    |
| 3月31日  | この人桜井長一郎ショー         | 金子辰雄   | 立川談志・獅子てんや・瀬戸わんや・浦辺粂子                                            |
| 4月7日   | この人王貞治ショー             | 鈴木健二   | 桂三枝                                                                                |
| 4月14日  | この人服部良一ショー           | 佐良直美   | 八代亜紀・島田祐子・近藤真彦・木暮実千代                                              |
| 4月21日  | この人長谷川一夫ショー         | 山川静夫   | 杉村春子・榛名由梨・水代玉藻・山城はるか・姿晴香                                      |
| 5月12日  | この人淡谷のり子ショー         |            | 内海好江・淡谷悠蔵・神津善行                                                          |
| 5月19日  | この人玉の海梅吉ショー         | 加賀美幸子 | 神風正一・青江三奈・乾美恵・向坂松彦                                                  |
| 6月2日   | この人鶴田浩二ショー           | 山川静夫   | 寺島純子・山田太一・木村梢                                                            |
| 6月9日   | この人宇野千代ショー           | 古屋和雄   | 瀬戸内寂聴・山本陽子・細川たかし                                                      |
| 7月7日   | この人三橋美智也ショー         | 水前寺清子 | 立川談志・三橋著代・松尾秀一                                                          |
| 7月14日  | この人笑福亭松鶴ショー         | 吉川精一   | 南田洋子・笑福亭仁鶴・星セント・ルイス                                                |
| 7月21日  | この人片岡仁左衛門ショー       | 吉川精一   | 森光子・片岡孝夫・片岡静香                                                            |
| 8月4日   | この人石井好子ショー           | 相川浩     | 香川京子・加藤登紀子                                                                  |
| 8月11日  | この人内海桂子・好江ショー     | 金子辰雄   | 春日八郎・浅香光代・リーガル天才・秀才                                                |
| 9月1日   | この人船村徹ショー             | 加賀美幸子 | 北島三郎・三田佳子・星野哲郎・千葉紘子・鳥羽一郎                                      |
| 9月8日   | この人武原はんショー           | 山川静夫   | 吉田簑助・宇野信夫・都一中・荻江寿友・藤村志保                                        |
| 9月22日  | この人山田五十鈴ショー         | 愛川欽也   | 滝沢修                                                                                |
| 10月6日  | この人手塚治虫ショー           | 加賀美幸子 | 小松左京・三遊亭金馬・小鳩くるみ・馬場のぼる・阿久津正道・鉄腕アトム（声 - 清水マリ） |
| 10月13日 | この人長岡輝子ショー           | 千田正穂   | 小林綾子・千昌夫・加藤武・小林千登勢                                                  |
| 11月10日 | この人益田喜頓ショー           | 坂本九     | 中原理恵・坊屋三郎・世良譲                                                            |
| 11月17日 | この人高峰三枝子ショー         | 吉川精一   | 松本清張・上原謙・水の江滝子・あおい輝彦                                              |
| 12月1日  | この人十朱幸代ショー           | 千田正穂   | 島田正吾・小幡欣治・十朱久雄・米倉斉加年・太川陽介・川崎麻世・藤村俊二                |
| 12月15日 | この人芦屋雁之助ショー         | 金子辰雄   | ミヤコ蝶々                                                                            |

### 1984年
| 放送日   | サブタイトル                       | 司会       | ゲスト |
| -------- | ---------------------------------- | ---------- | --- |
| 1月5日   | この人春日八郎ショー               | 水前寺清子 | 渡久地政信・吉田矢健吉・矢野亮・津田次郎                                                                   |
| 1月12日  | この人木下恵介ショー               | 古屋和雄   | 高峰秀子・楠田芳子・中井貴惠・中井貴一                                                                     |
| 2月2日   | この人北島三郎ショー               |            | 森光子・加藤登紀子                                                                                         |
| 3月1日   | この人金田一春彦ショー             | 金子辰雄   | 森昌子・安西愛子・ユーフォニック合唱団                                                                     |
| 3月8日   | この人瀬戸内寂聴ショー             | 鈴木健二   | 淡谷のり子・ビートたけし                                                                                   |
| 3月29日  | この人由利徹ショー                 | 加賀美幸子 | 朝丘雪路・南利明・星セント・ルイス・三崎千恵子                                                             |
| 4月5日   | この人遠藤周作ショー               |            | 佐藤愛子・藤真利子・ダーク・ダックス                                                                       |
| 4月12日  | この人柳家小さんショー             |            | 木の実ナナ・柳家小せん (4代目)・柳家小三治                                                                 |
| 4月19日  | この人鶴岡一人ショー               | 鈴木健二   | 星野哲郎・山本譲二・杉浦忠・浅香光代                                                                       |
| 5月10日  | この人二子山勝治ショー             | 相川浩     | 藤島利彰・隆の里俊英・若嶋津六夫・太寿山忠明・飛騨乃花成栄・隆三杉太一・林家木久蔵・うつみ宮土理・花田きゑ |
| 5月17日  | この人石本美由起ショー             |            | 船村徹・都はるみ・細川たかし・青木光一                                                                     |
| 6月７日  | この人遠藤実ショー                 | 南田洋子   | 宇野重吉・小林綾子・東郷晴子・大路三千緒                                                                   |
| 6月14日  | この人加藤芳郎ショー               | なべおさみ | 糸井重里・小島功                                                                                           |
| 6月21日  | この人獅子てんや・瀬戸わんやショー | 坂本九     | フランク永井                                                                                               |
| 7月5日   | この人小林旭ショー                 | 水前寺清子 | 長門裕之                                                                                                   |
| 7月12日  | この人坂田栄男ショー               |            | 三遊亭圓楽・江崎誠致・増淵辰子                                                                             |
| 7月19日  | この人小林桂樹ショー               |            | 司葉子・田中好子・毒蝮三太夫                                                                               |
| 8月23日  | この人京唄子・鳳啓助ショー         |            | 志織満助（啓助の弟）・藤本有香                                                                             |
| 9月6日   | この人ジョージ川口ショー           |            | 三橋達也・渡辺貞夫・与田輝雄                                                                               |
| 9月13日  | この人佐藤愛子ショー               |            | 江守徹・泉ピン子・遠藤周作                                                                                 |
| 9月20日  | この人村上信夫ショー               | 水前寺清子 | ミヤコ蝶々・松尾和子                                                                                       |
| 10月4日  | この人フランク永井ショー           |            | ミヤコ蝶々・松尾和子                                                                                       |
| 10月11日 | この人広中平祐ショー               | 坂本九     | 三波春夫・中村メイコ                                                                                       |
| 10月18日 | この人夢路いとし・喜味こいしショー | 西川きよし | 正司花江・芦屋雁之助・麻泉沙里（いとしの実娘）・藤山寛美（声のみ）                                         |
| 11月1日  | この人宮尾登美子ショー             |            | 五社英雄・名取裕子                                                                                         |
| 11月15日 | この人海老一染之助・染太郎ショー   |            | ビートたけし・春風亭小朝・内海好江・秋満義孝・浅茅陽子                                                     |
| 11月22日 | この人菅原洋一ショー               | 金子辰雄   | 大空真弓・神津善行                                                                                         |
| 12月6日  | この人北条秀司ショー               |            | 辰巳柳太郎・島田正吾・岡田嘉子・京塚昌子・緒形拳                                                           |
| 12月13日 | この人二葉あき子ショー             | なべおさみ | 池真理子・並木路子・安藤まり子・胡美芳・石本美由起                                                         |

### 1985年
| 放送日   | サブタイトル                     | 司会       | ゲスト                                                                           |
| -------- | -------------------------------- | ---------- | -------------------------------------------------------------------------------- |
| 1月10日  | この人岸惠子ショー               | 松田輝雄   | 池部良・蜷川幸雄                                                                 |
| 1月17日  | この人竹内均ショー               | 水前寺清子 | 加山雄三・石川さゆり                                                             |
| 1月24日  | この人野村克也ショー             | 坂本九     | 江本孟紀・雪村いづみ・山藤章二・野村克則・稲尾和久（ビデオ出演）・張本勲（同上） |
| 2月7日   | この人千秋実ショー               | 小林千登勢 | 多々良純・佐々木すみ江                                                           |
| 2月14日  | この人江戸家猫八ショー           | 坂本九     | 有馬稲子・楠トシエ・江戸家小猫                                                   |
| 2月21日  | この人辻久子ショー               | 神津善行   | 杉村春子・星セント・ルイス                                                       |
| 3月7日   | この人桂米朝ショー               | 坂本九     | 小沢昭一・桂枝雀・桂小米朝                                                       |
| 3月14日  | この人藤子不二雄ショー           | 水前寺清子 | 手塚治虫・武田鉄矢                                                               |
| 4月4日   | この人金田正一ショー             | 水前寺清子 | 船村徹・金田留広・金田賢一・谷田比呂美・長嶋茂雄（ビデオ出演）                   |
| 4月11日  | この人松鶴家千代若・千代菊ショー | 坂本九     | 横山やすし・吉田茂                                                               |
| 5月2日   | この人秋山庄太郎ショー           | 坂本九     | 高峰秀子・太田貴子・芙二三枝子                                                   |
| 5月9日   | この人桂米丸ショー               | 坂本九     | 酒井和歌子・桂歌丸・桂米助                                                       |
| 5月16日  | この人市丸ショー                 | 坂本九     | 藤山一郎・服部良一                                                               |
| 6月6日   | この人吉永小百合ショー           | 坂本九     | 宇野重吉・樹木希林                                                               |
| 6月13日  | この人平山郁夫ショー             | 水前寺清子 | 平山美和子（平山の妻）・堺正章                                                   |
| 7月4日   | この人丹羽文雄ショー             | 坂本九     | 池内淳子・吉村昭                                                                 |
| 7月11日  | この人吾妻徳穂ショー             | 坂本九     | 竹下景子・勝新太郎・朝倉摂                                                       |
| 9月5日   | この人宮川一夫ショー             | 坂本九     | 勝新太郎・篠田正浩                                                               |
| 9月12日  | この人豊竹団司ショー             | 山川静夫   | 水前寺清子                                                                       |
| 10月3日  | この人二葉百合子ショー           | 金子辰雄   | 村田英雄                                                                         |
| 10月17日 | この人ダーク・ダックスショー     | 飯窪長彦   |                                                                                  |
| 11月14日 | この人横山泰三ショー             | 相川浩     | 横山隆一・加藤芳郎                                                               |
| 12月5日  | この人淀川長治ショー             | 山川静夫   |                                                                                  |

- 10月17日「この人ダーク・ダックスショー」（司会：飯窪長彦）[注釈 1]

### 1986年
| 放送日  | サブタイトル             | 司会       | ゲスト                                   |
| ------- | ------------------------ | ---------- | ---------------------------------------- |
| 1月9日  | この人鈴木啓示ショー     | 飯窪長彦   | 西本幸雄・山口洋子                       |
| 1月16日 | この人渡久地政信ショー   | 飯窪長彦   | 春日八郎・三浦洸一・三沢あけみ・利根一郎 |
| 2月6日  | この人土井勝ショー       | 水前寺清子 | 大和田伸也・五大路子                     |
| 2月13日 | この人清川虹子ショー     |            | 島田正吾・若山富三郎                     |
| 3月6日  | この人桂枝雀ショー       | 飯窪長彦   | 桂春蝶・桂べかこ・桂枝代                 |
| 3月13日 | この人河原崎国太郎ショー |            | 野際陽子・松山英太郎・松山政路           |